# Suctobelbila cornuta
Suctobelbila cornuta är en kvalsterart som beskrevs av Balogh och Sandór Mahunka 1974. Suctobelbila cornuta ingår i släktet Suctobelbila och familjen Suctobelbidae. Inga underarter finns listade i Catalogue of Life.